# Kisolsva
Kisolsva (1899-ig Olysavka, szlovákul: Oľšavka) község Szlovákiában, a Kassai kerület Iglói járásában.

## Fekvése
Szepesváraljától 9 km-re délkeletre, a Hernád mellett fekszik.

## Története
1245-ben „Olsavicha” néven említik először. Neve a szláv olša (= égerfa) főnévből származik. A Sigray család birtoka, a 15. században a Szepesi vár uradalmához tartozott. Később a Szapolyaiak, Thurzók és Csákyak voltak a birtokosai. 1598-ban nyolc ház állt a faluban. 1789-ben 16 házában 127 lakos élt.
A 18. század végén Vályi András így ír róla: „OLYSAVKA. Tót falu Szepes Várm. földes Ura G. Csáky Uraság, lakosai katolikusok, fekszik Zsegrének szomszédságában, mellynek filiája, határját a’ záporok járják, réttye kevés, legelője, fája mind a’ két féle van.”
1828-ban 28 házban 199 lakosa volt.
Fényes Elek 1851-ben kiadott geográfiai szótárában így ír a faluról: „Olysavka, tót falu, Szepes vmegyében, Zsegra fil., 192 kath. lak. Savanyuviz. F. u. gr. Csáky. Ut. post. Lőcse.”
A trianoni diktátumig Szepes vármegye Iglói járásához tartozott.

## Népessége
| Év:            | 1994. | 2004.    | 2014.   | 2024.   |
| -------------- | ----- | -------- | ------- | ------- |
| Emberek száma: | 171   | 192      | 198     | 182     |
| Eltérés:       |       | +12,28 % | +3,12 % | -8,08 % |

| Év:            | 2023. | 2024. |
| -------------- | ----- | ----- |
| Emberek száma: | 182   | 182   |
| Eltérés:       |       | +0 %  |

1910-ben 158, túlnyomórészt szlovák lakosa volt.
2001-ben 193 szlovák lakosa volt.
2011-ben 194 lakosából 192 szlovák.